# 6. Zusatzartikel zur Verfassung der Vereinigten Staaten
Der 6. Zusatzartikel zur Verfassung der Vereinigten Staaten von Amerika, das Sixth Amendment, gehört zur Bill of Rights und garantiert bei der Strafverfolgung durch US-Bundesgerichte bestimmte Rechte. Er stellt sicher, dass die Angeklagten
- das Recht auf einen unverzüglichen öffentlichen Prozess vor einem Geschworenengericht (jury) haben,
- die Gründe für die Anklage erfahren,
- den Zeugen, deren Aussagen sie belasten, gegenübergestellt werden,
- die Vorladung von Zeugen zu ihrer Verteidigung veranlassen dürfen,
- Rechtsbeistand zu ihrer Verteidigung erhalten.

Der Supreme Court, der oberste Gerichtshof der USA, entschied später, dass diese Rechte so fundamental und wichtig sind, dass sie durch die Due-Process-Klausel des 14. Verfassungszusatzes auch für Strafverfolgungen durch Gerichte der US-Bundesstaaten gelten.

## Wortlaut
“In all criminal prosecutions, the accused shall enjoy the right to a speedy and public trial, by an impartial jury of the State and district wherein the crime shall have been committed, which district shall have been previously ascertained by law, and to be informed of the nature and cause of the accusation; to be confronted with the witnesses against him; to have compulsory process for obtaining witnesses in his favor, and to have the Assistance of Counsel for his defence.”

„In allen Strafverfahren hat der Angeklagte Anspruch auf einen unverzüglichen und öffentlichen Prozess vor einem unparteiischen Geschworenengericht desjenigen Staates und Bezirks, in welchem die Straftat begangen wurde, wobei der zuständige Bezirk vorher auf gesetzlichem Wege zu ermitteln ist. Er hat weiterhin Anspruch darauf, über die Art und Gründe der Anklage unterrichtet und den Belastungszeugen gegenübergestellt zu werden, sowie auf Zwangsvorladung von Entlastungszeugen und einen Rechtsbeistand zu seiner Verteidigung.“

Der 6. Verfassungszusatz wird in der vom US-Kongress beschlossenen Gesetzesurkunde als achter Artikel (“Article the eighth”) aufgeführt.

## Geschichte
Der Originaltext der US-Verfassung rief einigen Widerstand hervor, weil er die Bürgerrechte nicht angemessen garantierte. Als Antwort darauf wurde 1789 der sechste Verfassungszusatz zusammen mit dem Rest der Bill of Rights vom US-Kongress vorgeschlagen. Am 15. Dezember 1791 war die Bill of Rights von der notwendigen Anzahl an Bundesstaaten ratifiziert und damit verabschiedet worden.

## Unverzüglicher Prozess
Gemäß dem sechsten Verfassungszusatz haben die Angeklagten in Strafsachen das Recht auf einen unverzüglichen Prozess. Im Fall Barker v. Wingo stellte der Supreme Court 1971 fest, dass von Fall zu Fall entschieden werden muss, ob den Angeklagten dieses Recht verweigert wurde oder nicht. Einer der vom Supreme Court für diese Entscheidung anerkannten Faktoren ist, wie lange der Angeklagte auf seinen Prozess warten muss, aber es wurde nie ausdrücklich entschieden, dass ab einer bestimmten Zeitspanne das Recht auf einen unverzüglichen Prozess nicht gewährt werde. Ein anderer anerkannter Faktor ist der Grund für die Verzögerung des Prozesses. Die Strafverfolgung darf einen Prozess nicht übermäßig zu ihrem eigenen Vorteil aufschieben, aber der Prozess darf verschoben werden, um die Anwesenheit eines länger abwesenden Zeugen sicherzustellen. Die anderen Faktoren, die berücksichtigt werden müssen, sind die Zeit und die Art und Weise, in der der Angeklagte seine Ansprüche geltend gemacht hat, und der Grad des Schadens, den die Verzögerung für den Angeklagten verursacht hat. Wenn festgestellt wird, dass das Recht eines Angeklagten auf einen unverzüglichen Prozess verletzt wurde, muss die Anklage aufgegeben und/oder das Urteil aufgehoben werden. Nachdem dies aufgrund des nicht gewährten Rechts auf einen unverzüglichen Prozess geschehen ist, kann der Angeklagte wegen der Straftat, die Gegenstand des vorherigen Prozesses war, nicht weiter strafrechtlich verfolgt werden.

## Öffentlicher Prozess
Prozesse müssen nicht unbedingt öffentlich sein; sie dürfen angemessen reguliert werden, um eine Beeinflussung der jury durch die Öffentlichkeit zu vermeiden. Prozesse dürfen auf Geheiß der Regierung nur unter Ausschluss der Öffentlichkeit abgehalten werden, wenn die Regierung

“[shows] an overriding interest based on findings that closure is essential to preserve higher values and is narrowly tailored to serve that interest.”

„ein vorrangiges Interesse [aufzeigt], das auf Urteilen basiert, dass der Ausschluss der Öffentlichkeit erforderlich ist, um höhere Werte zu wahren, und dass er eng darauf zugeschnitten ist, diesem Interesse zu dienen.“

Der Angeklagte darf ebenfalls darum bitten, dass der Prozess unter Ausschluss der Öffentlichkeit abgehalten wird; in solch einem Fall muss bewiesen werden, dass

“first, there is a substantial probability that the defendant’s right to a fair trial will be prejudiced by publicity that closure would prevent, and second, reasonable alternatives to closure cannot adequately protect the defendant’s fair trial rights.”

„es erstens eine beachtliche Wahrscheinlichkeit dafür gibt, dass das Recht des Angeklagten auf einen gerechten Prozess durch die Öffentlichkeit beeinträchtigt werden wird und dass diese Beeinträchtigung durch den Ausschluss der Öffentlichkeit verhindert werden könnte, und dass zweitens sinnvolle Alternativen zum Ausschluss der Öffentlichkeit die Rechte des Angeklagten auf einen gerechten Prozess nicht angemessen gewährleisten können.“

## Jury
Das Recht auf einen Prozess vor einer Jury war immer von der Art der Straftat, deren der Angeklagte beschuldigt wurde, abhängig. Prozesse zu petty offenses (entspricht etwa der in Deutschland abgeschafften Übertretung) – Straftaten, die mit nicht mehr als sechs Monaten Freiheitsstrafe bestraft werden – müssen nicht vor einer Jury stattfinden; auch dann nicht, wenn es um mehrere petty offenses geht und der Angeklagte möglicherweise zu mehr als sechs Monaten Freiheitsstrafe verurteilt wird. Prozesse vor Jugendgerichten der US-Bundesstaaten müssen ebenfalls nicht vor einer Jury stattfinden.
Ursprünglich stellte der Supreme Court im Jahr 1930 fest:

“The phrase „trial by jury“ […] means a trial by jury as understood and applied at common law, and includes all the essential elements as they were recognized in this country and England when the Constitution was adopted.”

„Durch den Ausdruck „Prozess vor einem Geschworenengericht“ […] ist ein Prozess vor einer Jury, wie sie durch das Common Law verstanden und angewandt wird, gemeint. Der Ausdruck schließt alle wesentlichen Elemente der Jury ein, wie sie in England und diesem Land verstanden wurden, als die Verfassung verabschiedet wurde.“

Deshalb wurde entschieden, dass Jurys aus zwölf Personen zusammengesetzt sein müssten und dass ihre Urteile einstimmig gefällt werden müssten, wie es in England üblich war. Als der Supreme Court 1972 im Fall Apodaca v. Oregon das Recht auf einen Prozess vor einer Jury aufgrund des 14. Verfassungszusatzes auch denen zusprach, die vor einem Gericht eines Bundesstaates angeklagt waren, untersuchte er einige dieser Regeln noch einmal. Damals wurde festgestellt, dass lediglich aufgrund eines historical accident (etwa: „geschichtlichen Zufalls/Unglücksfalls“) festgelegt worden sei, dass eine Jury aus zwölf Personen bestehen müsse, und dass sechs Personen eigentlich ausreichen würden. In der gleichen Entscheidung kam das Gericht zu dem Schluss, dass die Urteile nicht einstimmig gefällt werden müssten, was jedoch 2020 im Fall Ramos v. Louisiana wieder aufgehoben wurde.
Gemäß dem sechsten Verfassungszusatz müssen die Jurys unparteiisch sein. Zuerst wurde die Klausel dahingehend interpretiert, dass die einzelnen Geschworenen unvoreingenommen sein müssten. Beim voir dire darf heute jede Partei die potenziellen Geschworenen darum bitten, eine bestimmte Voreingenommenheit zu beschließen, und sie ablehnen, wenn diese Voreingenommenheit festgestellt wird; das Gericht entscheidet über die Gültigkeit dieser challenge for cause (etwa: „Ablehnung wegen eines bestimmten Grundes“). Der Angeklagte darf jedoch nicht mit der Begründung, dass die challenge for cause eines Geschworenen zu Unrecht abgewiesen wurde, das Urteil anfechten, wenn er die Gelegenheit hatte, peremptory challenges (etwa: „unabweisbare Ablehnung“; das heißt, die Ablehnung eines Geschworenen, ohne dafür einen Grund angeben zu müssen) zu nutzen.
Ein weiterer Faktor, der für die Entscheidung über die Unparteilichkeit der Jury notwendig ist, ist die Beschaffenheit der venires (Gruppe, aus der die Geschworenen ausgewählt werden). Die venires müssen einen angemessenen Gesellschaftsquerschnitt repräsentieren; der Angeklagte kann feststellen, dass diese Forderung verletzt wurde, indem er zeigt, dass eine vermeintlich ausgeschlossene Gesellschaftsgruppe distinctive („ausgeprägt“) ist, dass die Unterrepräsentation einer solchen Gruppe in venires unzumutbar und ungerecht in Bezug auf die Anzahl der Personen, die zu einer solchen Gruppe gehören, ist und dass die Unterrepräsentation durch eine systematische Ausschließung im Auswahlverfahren verursacht wird. So hob der Supreme Court 1975 im Fall Taylor v. Louisiana ein Gesetz eines Bundesstaates auf, das Frauen, die ihre Bereitschaft, in der Jury zu arbeiten, nicht erklärt hatten, ausschloss, dies bei Männern aber nicht tat.
Die Verfassung erforderte ursprünglich, dass die Angeklagten von Jurys aus dem Bundesstaat, in dem die Straftat begangen wurde, verurteilt wurden. Der sechste Verfassungszusatz erweiterte diese Richtlinie, indem er festschrieb, dass die Prozesse in den gesetzlich zu bestimmenden Bezirken stattfinden müssten. Der Supreme Court stellte 1904 im Fall Beavers v. Henkel fest, dass durch den Ort, an dem die Straftat der Anklage nach begangen wurde, der Ort ermittelt wird, an dem der Prozess stattfindet. Wenn die Straftat der Anklage nach in mehreren Bezirken stattgefunden hat, kann irgendeiner von ihnen für den Prozess ausgewählt werden. Wenn die Straftat in keinem US-Bundesstaat begangen wurde, sondern beispielsweise auf See, legt der US-Kongress den Ort des Prozesses fest.

## Gründe für die Anklage
Ein Angeklagter hat durch den sechsten Verfassungszusatz das Recht, über die Art der Anklage sowie ihre Gründe informiert zu werden. Ein indictment muss alle Bestandteile der Straftat, deren der Angeklagte beschuldigt wird, anführen. Der Supreme Court stellte 1881 im Fall United States v. Carll fest:

“[I]n an indictment … it is not sufficient to set forth the offense in the words of the statute, unless those words of themselves fully, directly, and expressly, without any uncertainty or ambiguity, set forth all the elements necessary to constitute the offense intended to be punished.”

„[I]n einem indictment […] reicht es nicht aus, die Straftat in den Worten des entsprechenden Gesetzes darzulegen, es sei denn, diese Worte legen vollständig, direkt und ausdrücklich ohne jede Unsicherheit oder Zweideutigkeit alle Elemente dar, die nötig sind, um die Straftat, die bestraft werden soll, zu begehen.“

## Zeugen
Die Verteidigung muss gemäß dem sechsten Verfassungszusatz eine Gelegenheit haben, den Zeugen gegenübergestellt zu werden und sie ins Kreuzverhör zu nehmen. Die Klausel zur Gegenüberstellung hängt mit der Regel des Common Law zusammen, die die Zulassung von hearsay vor Gericht verhindert, das heißt, die Aussage eines Zeugen, in der er die Aussagen und Beobachtungen einer nicht als Zeuge auftretenden Person wiederholt. Die Begründung für diese Regel war, dass der Angeklagte keine Gelegenheit habe, die Glaubwürdigkeit der Person, die die Aussage tatsächlich gemacht hat, anzufechten und diese Person ins Kreuzverhör zu nehmen. Man gestattete aber gewisse Ausnahmen zur hearsay-Regel; beispielsweise sind admissions durch den Angeklagten (etwa: „Zugeständnisse“; Aussagen, die hearsay sind, aber den Angeklagten selbst belasten) ebenso zulässig wie dying declarations (Aussage auf dem Sterbebett; Aussagen, die von einer sterbenden Person gemacht wurden und die deshalb eigentlich hearsay sind). Dennoch stellte der Supreme Court fest, dass die hearsay-Regel nicht exakt dasselbe besagt wie die Klausel zur Gegenüberstellung des sechsten Verfassungszusatzes; hearsay kann unter manchen Umständen zugelassen werden, auch wenn es nicht einer der lange anerkannten Ausnahmen unterliegt; beispielsweise können frühere Zeugenaussagen manchmal zugelassen werden, wenn der Zeuge momentan nicht zur Verfügung steht.
Auch muss es dem Angeklagten erlaubt sein, Zeugen, die zu seinen Gunsten aussagen, zu benennen. Wenn solche Zeugen sich weigern, vor Gericht zu erscheinen, dürfen sie auf Antrag des Angeklagten vom Gericht dazu gezwungen werden. In manchen Fällen kann das Gericht sich jedoch weigern, einen Zeugen zur Verteidigung aussagen zu lassen. Wenn beispielsweise ein Strafverteidiger es versäumt, der Anklage die Identität seiner Zeugen mitzuteilen, um einen taktischen Vorteil zu erlangen, besteht die Möglichkeit, die Zeugen, deren Identitäten nicht bekannt gegeben wurden, nicht aussagen zu lassen.

## Rechtsbeistand
Schließlich garantiert der sechste Verfassungszusatz noch das Recht der Angeklagten, Rechtsbeistand zu erhalten. Der Angeklagte hat hierbei das Recht, von Anwälten angehört zu werden, die von ihm ausgewählt wurden. Gegebenenfalls kann der Angeklagte sich auch selbst vertreten, sofern das Gericht der Meinung ist, dass er dazu die Fähigkeiten hat.
Ursprünglich wurde die Klausel nicht dahingehend ausgelegt, dass sie erfordere, dass der Bundesstaat dem Angeklagten Rechtsbeistand zuteilen müsse, wenn dieser sich keinen leisten könne. Der Supreme Court begann 1932 im Fall Powell v. Alabama, die Auslegung der Klausel zu erweitern, indem er feststellte:

“In a capital case, where the defendant is unable to employ counsel, and is incapable adequately of making his own defense because of ignorance, feeble mindedness, illiteracy, or the like, it is the duty of the court, whether requested or not, to assign counsel for him.”

„In Fällen, in denen die Todesstrafe verhängt werden kann und der Angeklagte sich keinen Rechtsbeistand leisten kann und sich aufgrund seiner Unwissenheit, Schwachsinnigkeit, seines Analphabetentums oder wegen ähnlicher Gründe nicht angemessen selbst vertreten kann, ist es die Pflicht des Gerichtes, dem Angeklagten unabhängig davon, ob er dies gefordert hat, einen Verteidiger zuzuteilen.“

1938 entschied der Supreme Court im Fall Johnson v. Zerbst, dass den Angeklagten, die zu arm seien, um sich einen Anwalt leisten zu können, in allen Rechtssachen vor Bundesgerichten ein Verteidiger zugeteilt werden müsse. 1942, als er den Fall Betts v. Brady entschied, lehnte der Court es jedoch ab, dies durch den 14. Verfassungszusatz auch für Prozesse vor Gerichten der Bundesstaaten vorzuschreiben.
Erst 1960 erweiterte der Supreme Court den Geltungsbereich der oben angegebenen für Bundesgerichte geltenden Regel auch auf die Gerichte der Bundesstaaten. Er stellte 1961 im Fall Hamilton v. Alabama fest, dass in Fällen, in denen die Todesstrafe verhängt werden könnte, die Angeklagten kostenlos Rechtsbeistand erhalten müssten, wenn sie dies forderten, auch wenn es keine ignorance, feeble mindedness, illiteracy, or the like („Unwissenheit, Schwachsinnigkeit, Analphabetentum oder ähnliches“) auf Seiten des Angeklagten gebe. Im Fall Gideon v. Wainwright wurde 1963 das Urteil aus Betts v. Brady ausdrücklich aufgehoben, indem festgestellt wurde, dass mittellose Angeklagte in allen Prozessen, egal, ob in ihnen die Todesstrafe verhängt werden könnte oder nicht, Rechtsbeistand erhalten müssen.